# Adam Schriemer
Adam Schriemer (ur. 17 sierpnia 1995 w Winnipeg) – kanadyjski siatkarz, grający na pozycji rozgrywającego, reprezentant Kanady.

## Sukcesy klubowe
Canada West Mens Volleyball:
- 2016, 2017, 2018[3]
- 2014, 2015

U Sports Championship:
- 2016, 2017[4]
- 2015, 2018[5]

## Sukcesy reprezentacyjne
Mistrzostwa Ameryki Północnej, Środkowej i Karaibów Juniorów:
- 2014